# پوکلادوف
پوکلادوف (انگلیسی: Pokladov) یک شهرک در بخش آلکسیفسکی استان بلگورود کشور روسیه است.